# ماريو ميتاي
ماريو ميتاي (مواليد 6 أغسطس 2003 في أثينا، اليونان) هو لاعب كرة قدم ألباني يلعب في مركز ظهير أيسر لنادي الاتحاد السعودي والمنتخب الوطني الألباني.

## المسيرة الرياضية

### البداية – AEK أثينا
وقع ماريو ميتاي عقده الاحترافي الأول مع نادي AEK أثينا في 12 أغسطس 2020، ولعب أول مباراة رسمية له في الدوري اليوناني في 18 أكتوبر 2020، ليصبح أصغر لاعب أجنبي يمثل النادي رسميًا.

### الانتقال إلى لوكوموتيف موسكو
في 27 أغسطس 2022، انتقل إلى نادي لوكوموتيف موسكو بعقد مدته خمس سنوات مقابل نحو 3 ملايين يورو.

### الاتحاد السعودي
انتقل إلى نادي الاتحاد على سبيل الإعارة في 3 سبتمبر 2024 مقابل نحو 1.2 مليون يورو، ثم تم تفعيل خيار الشراء في 31 يناير 2025 مقابل نحو 4 ملايين يورو.

## المسيرة الدولية
ولد في أثينا لكنه اختار تمثيل ألبانيا على مستوى الشباب ثم المنتخب الأول. شارك لأول مرة دوليًا مع المنتخب الألباني الأول في 31 مارس 2021 ضد سان مارينو ضمن تصفيات كأس العالم 2022، ليصبح ثاني أصغر لاعب دولي في تاريخ ألبانيا بعمر 17 سنة و237 يومًا. كما تم اختياره ضمن قائمة المنتخب الألباني لكأس الأمم الأوروبية 2024 تحت قيادة المدرب سيلفينيو.

## الإحصائيات

### الأندية
- إجمالي عدد المباريات: 75 مباراة مع هدف واحد (حتى مايو 2025).

### المنتخب
- عدد المباريات الدولية: 23 مباراة دولية حتى يونيو 2024، دون تسجيل أي هدف.

## الألقاب
- دوري المحترفين السعودي مع الاتحاد: موسم 2024–25
- كأس الملك السعودي: موسم 2024–25

## روابط خارجية
- صفحة ماريو ميتاي في ويكيبيديا (إنجليزية)